# Garbiñe Muguruza
Garbiñe Muguruza Blanco (Caracas, 1993. október 8. –) venezuelai születésű spanyol hivatásos teniszezőnő, korábbi világelső, kétszeres Grand Slam-tornagyőztes, ITF világbajnok (2017), év végi világbajnok (2021), olimpikon.
2011–2024 közötti profi pályafutása során egyéniben tíz WTA-tornát nyert meg, párosban öt WTA-győzelmet szerzett. Ezek mellett hét egyéni és egy páros ITF-tornán győzött.
2017. szeptember 11-én a világranglista élére került, ezzel ő lett az open érában a WTA történetében a 24. női teniszező, aki ezt helyezést elérte. Elsőségét 4 héten keresztül őrizte. Párosban a legjobb világranglista helyezése a 10. hely, amelyet 2015. február 23-án foglalt el.
A Grand Slam-tornákon első győzelmét a 2016-os a Roland Garros döntőjében érte el, ahol Serena Williamset legyőzve nyerte meg élete első Grand Slam trófeáját. A 2017-ben Wimbledonban Venus Williamset legyőzve szerezte meg második Grand Slam-trófeáját. A 2015-ben Wimbledonban és 2020-ban az Australian Openen szintén döntős volt. Párosban a legjobb eredményét 2014-ben érte el, amikor a Roland Garroson elődöntőt játszott.
Spanyolország képviseletében vett részt a 2016-os riói olimpia egyéni és páros versenyein. Mindkét számban a később olimpiai bajnoki címet szerző versenyzőtől kapott ki: egyéniben Mónica Puigtól a harmadik körben, párosban az orosz Makarova–Vesznyina kettőstől a negyeddöntőben. 2015 óta tagja Spanyolország Fed-kupa-válogatottjának.
2017-ben az ITF világbajnoka címet kapta meg.
2021-ben megnyerte az év végi világbajnokságnak tekintett WTA Finals tornát.
Visszavonulását 2024 áprilisában jelentette be.

## Élete és pályafutása
Apja José Antonio Muguruza spanyol, anyja Scarlet Blanco venezuelai. 3 éves korában kezdett el teniszezni. Amikor 1999-ben Spanyolországba költöztek, akkor a Barcelona melletti Bruguera teniszakadémiára került.

### 2012–2013
A 2012-es Miami Openen szabadkártyával játszott először főtáblán, és legyőzte a korábbi világranglista 2. helyezett Vera Zvonarjovát, valamint a korábbi világranglista 10. helyezett Flavia Pennettát, és csak a későbbi tornagyőztes Agnieszka Radwańska állította meg.
A 2013-as Indian Wells Masters versenyen a selejtezőből jutott a főtáblára, és a negyedik körig jutott, ahol a német Angelique Kerbertől szenvedett vereséget. Szabadkártyával indulhatott a Miami Open Premier Mandatory szintű versenyen, ahol ugyancsak a 4. körig jutott, miután előtte legyőzte a 23. kiemelt Anasztaszija Pavljucsenkovát, valamint a 9. kiemelt Caroline Wozniackit, és csak az 5. kiemelt kínai Li Na ellen szenvedett vereséget.

### 2014: első WTA-tornagyőzelem és negyeddöntő a Roland Garroson
A 2014-es szezon első versenyén az Auckland Openen a negyeddöntőig jutott, ahol Venus Williamstől kapott ki. A rákövetkező héten érte el élete első WTA-tornagyőzelmét a Hobart Openen, miután a döntőben legyőzte a cseh Klara Zakopalovát. A 2014-es Australian Openen Caroline Wozniackit is legyőzve a 4. körig jutott, ahol Agnieszka Radwańska ütötte el a továbbjutástól.
Második egyéni WTA-döntőjét 2014-ben Florianópolisban a WTA Brasil Openen játszotta, ahol Klara Zakopalovától szenvedett három játszmában vereséget úgy, hogy a második szettben már 5–2-re is vezetett. Első Grand Slam-negyeddöntőjét a 2014-es Roland Garroson érte el, ahol a 2. körben nagy meglepetésre legyőzte a világranglistát vezető, és címvédő Serena Williamst. A negyeddöntőben Marija Sarapova három játszmában ütötte el a továbbjutástól.
A füves szezon első versenyén a Rosmalen Grass Court Championships versenyen a negyeddöntőig jutott. Ugyancsak a negyeddöntőig menetelt az amerikai keménypályás szezon első versenyén Stanfordban a Bank of the West Classic versenyén. A Bank of the West Classic tornán Connecticutban szintén a negyeddöntőig jutott, többek között Sara Errani legyőzésével.
Az ázsiai tornák sorozatában a Toray Pan Pacific Openen az elődöntőben szenvedett három játszmában vereséget Caroline Wozniackitól. Az év utolsó versenyén a bajnokok tornáján a körmérkőzéses szakaszban mindhárom ellenfelét legyőzve jutott az elődöntőbe, ahol a későbbi győztes német Andrea Petković ütötte el a döntőbe jutástól.

### 2015: első Grand Slam-döntő, és a Top10-be kerülés
Az Australian Openen megismételte előző évi eredményét és a 4. körig jutott, ahol a későbbi győztes Serena Williamstől szenvedett vereséget. A 2015-ös Dubai Duty Free Tennis Championships versenyen került először elődöntőbe WTA Premier 5 kategóriájú tornán.
2015-ben Wimbledonban játszotta élete első Grand Slam-döntőjét, amelyen kikapott Serena Williamstől. Ezután a verseny után került be a világranglista első 10 helyezettje közé, a 9. helyre.

### 2016: első Grand Slam-tornagyőzelem, világranglista 2. hely
2016-ban megszerezte első Grand Slam tornagyőzelmét, miután a Roland Garroson a döntőben legyőzte Serena Williamset. Ezzel az eredményével a világranglista 2. helyére került. A 2016-os riói olimpián a 3. körben a későbbi olimpiai bajnok Mónica Puig ütötte el a továbbjutástól.

### 2017: wimbledoni bajnok
Az Australian Openen ezúttal először jutott a negyeddöntőbe, ahol az amerikai Coco Vandeweghe ütötte el a továbbjutástól. Ezt követően többször is sérülés miatt kellett feladnia versenyeket, de negyeddöntős volt Indian Wellsben. Rómában az elődöntőben ugyancsak sérülés miatt kellett feladnia Elina Szvitolina elleni mérkőzését. A Roland Garroson címvédőként indult, azonban a 4. körben vereséget szenvedett Kristina Mladenovictól. Wimbledonban a döntőben 7–5, 6–0 arányban győzött Venus Williams ellen, ezzel megszerezte második Grand Slam-trófeáját. Augusztusban a Cincinnatiban rendezett Western & Southern Open Premier 5 kategóriájú verseny döntőjében meggyőző 6–1, 6–0 arányban győzte le a világelsőségért is játszó Simona Halepet.

## Grand Slam-döntői

### Egyéni

#### Győzelmek (2)
| Év   | Bajnokság     | Borítás | Ellenfél        | Eredmény |
| ---- | ------------- | ------- | --------------- | -------- |
| 2016 | Roland Garros | Salak   | Serena Williams | 7–5, 6–4 |
| 2017 | Wimbledon     | Fű      | Venus Williams  | 7–5, 6–0 |

#### Elveszített döntői (2)
| Év   | Bajnokság       | Borítás | Ellenfél        | Eredmény      |
| ---- | --------------- | ------- | --------------- | ------------- |
| 2015 | Wimbledon       | Fű      | Serena Williams | 4–6, 4–6      |
| 2020 | Australian Open | Kemény  | Sofia Kenin     | 6–4, 2–6, 2–6 |

## Év végi világbajnokság döntői

### Egyéni 1 (1–0)
| Eredmény | Év   | Torna                   | Borítás    | Ellenfél        | Eredmény |
| -------- | ---- | ----------------------- | ---------- | --------------- | -------- |
| Győztes  | 2021 | WTA Finals, Guadalajara | Kemény (f) | Anett Kontaveit | 6–3, 7–5 |

### Páros 1 (0–1)
| Eredmény | Év   | Torna                 | Borítás    | Partner              | Ellenfél                     | Eredmény |
| -------- | ---- | --------------------- | ---------- | -------------------- | ---------------------------- | -------- |
| Döntős   | 2015 | WTA Finals, Szingapúr | Kemény (f) | Carla Suárez Navarro | Martina Hingis Szánija Mirza | 0–6, 3–6 |

## WTA-döntői

### Egyéni

#### Győzelmei (10)
| Összesítés            |                              |
| Grand Slam-torna (2)  |                              |
| Premier Mandatory (1) | WTA 1000 (kötelező)* (0)     |
| Premier Five (1)      | WTA 1000 (nem kötelező)* (1) |
| Premier (0)           | WTA 500* (1)                 |
| International (3)     | WTA 250* (0)                 |
| WTA Finals (1)        |                              |

*2021-től megváltozott a tornák kategóriáinak elnevezése.
|     | Dátum               | Torna                                       | Borítás    | Ellenfél a döntőben | Döntő eredménye  | Döntő eredménye |
| 1.  | 2014. január 11.    | Hobart International, Hobart                | Kemény     | Klara Zakopalová    | 6–4, 6–0         |                 |
| 2.  | 2015. október 11.   | China Open, Peking                          | Kemény     | Bacsinszky Tímea    | 7–5, 6–4         |                 |
| 3.  | 2016. június 4.     | Roland Garros, Párizs                       | Salak      | Serena Williams     | 7–5, 6–4         | részletek       |
| 4.  | 2017. július 15.    | Wimbledon, London                           | Fű         | Venus Williams      | 7–5, 6–0         | részletek       |
| 5.  | 2017. augusztus 20. | Western & Southern Open, Cincinnati         | Kemény     | Simona Halep        | 6–1, 6–0         |                 |
| 6.  | 2018. április 8.    | Monterrey Open, Monterrey                   | Kemény     | Babos Tímea         | 3–6, 6–4, 6–3    |                 |
| 7.  | 2019. április 7.    | Monterrey Open, Monterrey                   | Kemény     | Viktorija Azaranka  | 6–1, 3–1 feladta |                 |
| 8.  | 2021. március 13.   | Dubai Duty Free Tennis Championships, Dubaj | Kemény     | Barbora Krejčíková  | 7–6(6), 6–3      |                 |
| 9.  | 2021. október 3.    | Chicago Fall Tennis Classic, Chicago        | Kemény     | Unsz Dzsábir        | 3–6, 6–3, 6–0    |                 |
| 10. | 2021. október 17.   | WTA Finals, Guadalajara                     | Kemény (f) | Anett Kontaveit     | 6–3, 7–5         | részletek       |

#### Elveszített döntői (7)
|    | Dátum             | Torna                            | Borítás | Ellenfél a döntőben | Döntő eredménye  | Döntő eredménye |
| 1. | 2014. március 1.  | Brasil Tennis Cup, Florianópolis | Kemény  | Klara Zakopalová    | 6–4, 5–7, 0–6    |                 |
| 2. | 2015. július 11.  | Wimbledon                        | Fű      | Serena Williams     | 4–6, 4–6         | részletek       |
| 3. | 2015. október 3.  | Wuhan Open, Vuhan                | Kemény  | Venus Williams      | 3–6, 0–3 feladta |                 |
| 4. | 2018. február 18. | Qatar Total Open, Doha           | Kemény  | Petra Kvitová       | 6–3, 3–6, 4–6    |                 |
| 5. | 2020. február 1.  | Australian Open                  | Kemény  | Sofia Kenin         | 6–4, 2–6, 2–6    | részletek       |
| 6. | 2021. február 7.  | Yarra Valley Classic, Melbourne  | Kemény  | Ashleigh Barty      | 6–7(3), 4–6      |                 |
| 7. | 2021. március 6.  | Qatar Total Open, Doha           | Kemény  | Petra Kvitová       | 2–6, 1–6         |                 |

### Páros

#### Győzelmei (5)
| Összesítés                                   |                               |
| Grand Slam-torna (0)                         |                               |
| Premier Mandatory (0)                        | WTA 1000 (mandatory)* (0)     |
| Premier Five (0)                             | WTA 1000 (non-mandatory)* (0) |
| Premier (3)                                  | WTA 500* (0)                  |
| International (2)                            | WTA 250* (0)                  |
| WTA Finals (0)                               |                               |
| Tournament of Champions/WTA Elite Trophy (0) |                               |
| Olimpia (0)                                  |                               |

*2021-től megváltozott a tornák kategóriáinak elnevezése.
| No. | Dátum                | Helyszín   | Borítás | Partner                 | Ellenfelek a döntőben            | Eredmény a döntőben |
| 1.  | 2013. január 12.     | Hobart     | Kemény  | María Teresa Torró Flor | Babos Tímea Mandy Minella        | 6–3, 7–6(5)         |
| 2.  | 2014. április 27.    | Marrákes   | Salak   | Romina Oprandi          | Katarzyna Piter Marina Zanevszka | 4–6, 6–2, [11–9]    |
| 3.  | 2014. augusztus 3.   | Stanford   | Kemény  | Carla Suárez Navarro    | Paula Kania Kateřina Siniaková   | 6–2, 4–6, [10–5]    |
| 4.  | 2015. június 21.     | Birmingham | Fű      | Carla Suárez Navarro    | Andrea Hlaváčková Lucie Hradecká | 2–6, 6–0, [12–10]   |
| 5.  | 2015. szeptember 26. | Tokió      | Kemény  | Carla Suárez Navarro    | Csan Jung-zsan Csan Hao-csing    | 7–5, 6–1            |

#### Elveszített döntői (5)
|    | Dátum                | Torna                                       | Borítás    | Partner              | Ellenfelek a döntőben              | Eredmény a döntőben |
| 1. | 2014. május 10.      | Madrid Open, Madrid                         | Salak      | Carla Suárez Navarro | Sara Errani Roberta Vinci          | 4–6, 3–6            |
| 2. | 2014. szeptember 20. | Toray Pan Pacific Open, Tokió               | Kemény     | Carla Suárez Navarro | Cara Black Szánija Mirza           | 2–6, 5–7            |
| 3. | 2015. február 21.    | Dubai Duty Free Tennis Championships, Dubaj | Kemény     | Carla Suárez Navarro | Babos Tímea Kristina Mladenovic    | 3–6, 2–6            |
| 4. | 2015. május 9.       | Madrid Open, Madrid                         | Salak      | Carla Suárez Navarro | Casey Dellacqua Jaroszlava Svedova | 3–6, 7–6(4), [5–10] |
| 5. | 2015. november 1.    | WTA Finals, Singapore, Singapore            | Kemény (f) | Carla Suárez Navarro | Martina Hingis Szánija Mirza       | 0–6, 3–6            |

## Eredményei Grand Slam-tornákon

### Egyéniben
| Grand Slam | Australian Open | Australian Open     | Roland Garros | Roland Garros       | Wimbledon     | Wimbledon            | US Open  | US Open              |
| Év         | Eredmény        | Utolsó ellenfél     | Eredmény      | Utolsó ellenfél     | Eredmény      | Utolsó ellenfél      | Eredmény | Utolsó ellenfél      |
| 2012       | –               | –                   | Selejtező(Q3) | Selejtező(Q3)       | Selejtező(Q2) | Selejtező(Q2)        | 1. kör   | Sara Errani          |
| 2013       | 2. kör          | Serena Williams     | 2. kör        | Jelena Janković     | 2. kör        | Jekatyerina Makarova | –        | –                    |
| 2014       | 4. kör          | Agnieszka Radwańska | Negyeddöntő   | Marija Sarapova     | 1. kör        | Colleen Vandeweghe   | 1. kör   | Mirjana Lučić-Baroni |
| 2015       | 4. kör          | Serena Williams     | Negyeddöntő   | Lucie Šafářová      | Döntő         | Serena Williams      | 2. kör   | Konta Johanna        |
| 2016       | 3. kör          | Barbora Strýcová    | Győztes       | Serena Williams     | 2. kör        | Jana Čepelová        | 2. kör   | Anastasija Sevastova |
| 2017       | Negyeddöntő     | Coco Vandeweghe     | 4. kör        | Kristina Mladenovic | Győzelem      | Venus Williams       | 4. kör   | Petra Kvitová        |
| 2018       | 2. kör          | Hszie Su-vej        | Elődöntő      | Simona Halep        | 2. kör        | Alison Van Uytvanck  | 2. kör   | Karolína Muchová     |
| 2019       | 4. kör          | Karolína Plíšková   | 4. kör        | Sloane Stephens     | 1. kör        | B Haddad Maia        | 1. kör   | Alison Riske         |
| 2020       | Döntő           | Sofia Kenin         | 3. kör        | Danielle Collins    | elmaradt      | elmaradt             | 2. kör   | Cvetana Pironkova    |
| 2021       | 4. kör          | Ószaka Naomi        | 1. kör        | Marta Kosztyuk      | 3. kör        | Unsz Dzsábir         | 4. kör   | Barbora Krejčíková   |
| 2022       | 2. kör          | Alizé Cornet        | 1. kör        | Kaia Kanepi         | 1. kör        | Greet Minnen         | 3. kör   | Petra Kvitová        |
| 2023       | 1. kör          | Elise Mertens       |               |                     |               |                      |          |                      |

### Párosban
| Grand Slam | Australian Open               | Australian Open                     | Roland Garros                 | Roland Garros                       | Wimbledon                     | Wimbledon                            | US Open                     | US Open                         |
| Év         | Eredmény Partner              | Utolsó ellenfél                     | Eredmény Partner              | Utolsó ellenfél                     | Eredmény Partner              | Utolsó ellenfél                      | Eredmény Partner            | Utolsó ellenfél                 |
| 2013       | –                             | –                                   | 1. kör Lourdes Domínguez Lino | Sara Errani Roberta Vinci           | 1. kör Lourdes Domínguez Lino | Nagyja Petrova Katarina Srebotnik    | –                           | –                               |
| 2014       | 2. kör Arantxa Parra Santonja | Raquel Kops-Jones Abigail Spears    | Elődöntő Carla Suárez Navarro | Hszie Su-vej Peng Suaj              | 3. kör Carla Suárez Navarro   | Andrea Petković Magdaléna Rybáriková | 3. kör Carla Suárez Navarro | Serena Williams Venus Williams  |
| 2015       | 2. kör Carla Suárez Navarro   | Klaudia Jans-Ignacik Andreja Klepač | 1. kör Carla Suárez Navarro   | Sílvia Soler Espinosa MT Torró Flor | 2. kör Carla Suárez Navarro   | Cara Black Lisa Raymond              | 2. kör Carla Suárez Navarro | Irina-Camelia Begu Raluca Olaru |
| 2016       | –                             | –                                   | –                             | –                                   | –                             | –                                    | –                           | –                               |

## Részvételei az év végi bajnokságokon
- CSK=csoportkör; ND=negyeddöntő; ED=elődöntő; D=döntő; GY=győztes; NK=nem kvalifikálta magát; ELM=elmaradt.

| Év végi bajnokságok     |                 |                 |                 |    |     |     |    |    |     |     |     |
| WTA Finals egyéni       | nem kvalifikált | nem kvalifikált | nem kvalifikált | ED | CSK | CSK | NK | NK | ELM | GY  | 9–6 |
| WTA Finals páros        | –               | –               | ND              | D  | –   | –   | NK | NK | ELM | NK  | 3–3 |
| WTA Elite Trophy egyéni | nem kvalif.     | nem kvalif.     | ED              | –  | –   | –   | ED | NK | ELM | ELM | 5–2 |

## Díjai, elismerései
- Az év játékosa (WTA díj) (2017)[13]

## Pénzdíjai
| Év       | GS-győzelem | WTA-győzelem | Megnyert tornák | Pénzdíjazás ($) | Helyezés |
| -------- | ----------- | ------------ | --------------- | --------------- | -------- |
| 2012     | 0           | 0            | 0               | `166 195        | N/A      |
| 2013     | 0           | 0            | 0               | 320 450         | 83       |
| 2014     | 0           | 1            | 1               | 1 194 824       | 21       |
| 2015     | 0           | 1            | 1               | 4 498 308       | 3        |
| 2016     | 1           | 0            | 1               | 3 903 388       | 7        |
| 2017     | 1           | 1            | 2               | 5 433 457       | 2        |
| 2018     | 0           | 0            | 0               | 2 675 489       | 14.      |
| 2019     | 0           | 0            | 0               | 1 025 618       | 42.      |
| 2020     | 0           | 0            | 0               | 1 942 072       | 5.       |
| 2021     | 0           | 2            | 2               | 2 846 871       | 5.       |
| 2022     | 0           | 0            | 0               | 715 469         | 57.      |
| Karrier* | 2           | 5            | 7               | 24 729 641      | 12.      |

- 2023. január 19-i állapot

## Év végi világranglista-helyezései
| Év     | 2009 | 2010 | 2011 | 2012  | 2013 | 2014 | 2015 | 2016 | 2017 | 2018 | 2019 | 2020 | 2021 | 2022 |
| Egyéni | 687. | 432. | 249. | 104.  | 64.  | 21.  | 3.   | 7.   | 2.   | 18.  | 36.  | 15.  | 3.   | 55.  |
| Páros  | –    | –    | 783. | 1019. | 153. | 16.  | 16.  | 384. | 466. | 493. | 480. | 503. | 585. | –    |